# GDP-4-deidro-6-deossi-D-mannosio reduttasi
La GDP-4-deidro-6-deossi-D-mannosio reduttasi è un enzima appartenente alla classe delle ossidoreduttasi, che catalizza la seguente reazione:
GDP-6-deossi-D-mannosio + NAD(P)+ ⇄ GDP-4-deidro-6-deossi-D-mannosio + NAD(P)H + H+
Questo enzima differisce dalla GDP-4-deidro-D-ramnosio reduttasi nel fatto che l'unico prodotto formato è il GDP-D-ramnosio. Il D-ramnosio è un costituente dei lipopolisaccaridi dei batteri Gram-negativi, patogeni per le piante e per l'uomo.